# 悬疑小说
懸疑小說是一個鬆散定義的分類，常被用來作為奇幻小说或偵探小說的代名詞。小說內容以悬疑為主、意圖帶給讀者「不可思議性」的神祕感而書寫的小說類型，通常可以與其他小說類型相區隔開來，不過界線可能不夠明確。懸疑小說包括幾個子類型，例如推理小說、恐怖小說、奇幻小说等類型。

## 與推理小说的區別
以推理小说的定义而言，“懸疑小說”一词有许多限制性。因为推理小說的解答一定要合理，而懸疑小說則不一定。欧美因沒有“推理”小說這個叫法，只有偵探小說（detective fiction），因此常用更廣泛的懸疑小說一詞代替。